# Arnthor Birgisson
Arnthor Birgisson (isländska: Arnþór Birgisson), född 12 februari 1976 i Reykjavik, är en svensk låtskrivare och musikproducent. Han flyttade till Sverige 1978 och är idag bosatt i Stockholm.
Birgisson är utbildad på Adolf Fredriks musikskola och Stockholms musikgymnasium/Kungsholmens gymnasium. Han började sin professionella låtskrivar- och producentkarriär 1996 då han arbetade på Cosmos studios. 1997 startade Anders Bagge och Christian Wåhlberg Murlyn Music, dit Arnthor Birgisson handplockades. Hans genombrott kom ett år senare med låten ”Because of You” till pojkbandet 98 Degrees. Arnthor Birgisson arbetade på Murlyn Music fram till 2003 och skapade under denna tid en rad hits åt stjärnor som Ronan Keating, Jennifer Lopez, Jessica Simpson, Janet Jackson, Samantha Mumba och Celine Dion. 
Mellan åren 2003 och 2008 arbetade Arnthor Birgisson på Max Martins och Tom Talomaas produktionsbolag Maratone tillsammans med bland annat Rami Yacoub och Dr Luke. Under dessa år skapades fler hits åt artister som Enrique Iglesias, Shayne Ward och Westlife. 
2008 belönades Arnthor Birgisson för låten ”Say ok”, Vanessa Hudgens, på BMI London Awards. Priset delades ut till årets största amerikanska pophits.
Arnthor Birgisson har under sin karriär samarbetat med skivbolag som Sony BMG Music Entertainment, Universal Music, EMI Group och Warner Music Group.  
2008 startade Arnthor Birgisson skiv- och produktionsbolaget Aristotracks tillsammans med affärsmannen Linus Andreen och artisten Emilia de Poret. Sedan dess, fram till år 2010, har han skrivit och producerat låtar åt stjärnor som Britney Spears, Leona Lewis och Shontelle.
Birgisson skrev vinnarlåten "All This Way" till Idol 2011, tillsammans med Darin Zanyar.

## Verklista (urval)
- 1998 - 98 Degrees "All Because of you" - producer/co-writer
- 2000 - Ronan Keating "Only You" - producer/co-writer
- 2000 - J.LO "Play" - producer/co-writer
- 2000 - Ultra Naté "Get it up" - producer/co-writer
- 2001 - Jessica Simpson "Irresistable" - producer/co-writer
- 2001 - Samantha Mumba "Gotta tell you" - producer/co-writer
- 2001 - Samantha Mumba "Baby come on over" - producer/co-writer
- 2001 - 98 Degrees "Una noche" - producer/co-writer
- 2002 - Carlos Santana "Let me love you tonight" - producer/co-writer
- 2003 - Celine Dion "Sorry for love" - co-writer
- 2004 - Janet Jackson "All nite (don't stop)" - producer/co-writer
- 2006 - Danity Kane "Stay with me" - producer/co-writer
- 2006 - Vanessa Hudgens "Say ok" 2nd single - producer/co-writer
- 2007 - Enrique Iglesias "Wish I was your lover" - producer/co-writer
- 2007 - Enrique Iglesias "Miss you" - producer/co-writer
- 2007 - Shayne Ward "If that's ok with you" 1st single - producer/co-writer
- 2007 - Shayne Ward "No, U Hang Up" 2nd single - producer/co-writer
- 2007 - Shayne Ward "Breathless" 3d single - producer/co-writer
- 2007 - Westlife "Us against the world" 2nd single - producer/co-writer
- 2007 - Westlife "Something right" 3d single - producer/co-writer
- 2007 - Westlife "Pictures in my head" - producer/co-writer
- 2008 - Emilia de Poret "Pick Me Up" - producer/co-writer
- 2009 - Natalie Bassingthwaite "Alive" - producer/co-writer
- 2009 - Britney Spears "Out from under" - co-writer
- 2009 - Leona Lewis "My hands" - producer/co-writer
- 2009 - Leona Lewis "I got you" - producer/co-writer
- 2010 - Shontelle "Impossible" - producer/co-writer